# 巴靈頓鎮區 (伊利諾伊州庫克縣)
巴靈頓鎮區（英語：Barrington Township）是位於美國伊利諾伊州庫克縣的一個行政鎮區。

## 地方資料
根據2010年美國人口普查的數據，巴靈頓鎮區的面積為93.30平方千米，當中陸地面積為90.30平方千米，而水域面積為3.00平方千米。當地共有人口16026人，而人口密度為每平方千米171.77人。